# Ion Cuțelaba
Ion Nicolae Cuțelaba, född 14 december 1993 i Chișinău, är en moldavisk MMA-utövare som sedan 2016 tävlar i organisationen Ultimate Fighting Championship.